# Vuelta a Murcia
Vuelta a Murcia, oficjalnie Vuelta Ciclista a la Región de Murcia – wyścig kolarski rozgrywany w Hiszpanii, w Murcji, co roku w marcu. Należy do cyklu UCI Europe Tour i jest zaliczany do kategorii 1.1.
Wyścig odbył się po raz pierwszy w 1981 i organizowany jest regularnie co rok. Rekordzistą pod względem zwycięstw w klasyfikacji generalnej jest Hiszpan Alejandro Valverde – pięć triumfów.

## Lista zwycięzców
| Rok  | Pierwsze                      | Drugie                   | Trzecie                   |
| ---- | ----------------------------- | ------------------------ | ------------------------- |
| 1981 | Pedro Delgado                 |                          |                           |
| 1982 | José Salvador Sanchis         |                          |                           |
| 1983 | Francisco Javier Cedena       |                          |                           |
| 1984 | Ricardo Martínez Matey        |                          |                           |
| 1985 | José Recio                    | Jesús Blanco Villar      | Pedro Delgado             |
| 1986 | Miguel Indurain               | Pello Ruiz Cabestany     | Jaime Vilamajó            |
| 1987 | Pello Ruiz Cabestany          | Carlos Hernández Bailo   | Mariano Sánchez Martínez  |
| 1988 | Carlos Hernández Bailo        | William Palacio          | Antonio Martínez Martínez |
| 1989 | Marino Alonso                 | Silvano Contini          | Víctor Gonzalo            |
| 1990 | Tom Cordes                    | Santos Hernández         | Eduardo Chozas            |
| 1991 | José Luis Villanueva Orihuela | Claudio Chiappucci       | Julián Gorospe            |
| 1992 | Álvaro Mejía                  | Antonio Martín           | Melchor Mauri             |
| 1993 | Carlos Galarreta              | Laudelino Cubino         | Eddy Bouwmans             |
| 1994 | Melchor Mauri                 | Aitor Garmendia          | Herminio Díaz Zabala      |
| 1995 | Adriano Baffi                 | Erik Breukink            | Maurizio Fondriest        |
| 1996 | Melchor Mauri                 | Wladimir Belli           | Rodolfo Massi             |
| 1997 | Juan Carlos Domínguez         | Ignacio García Camacho   | Santos González           |
| 1998 | Alberto Elli                  | Aleksandr Winokurow      | Marco Pantani             |
| 1999 | Marco Pantani                 | Javier Pascual Rodríguez | Beat Zberg                |
| 2000 | David Cañada                  | Javier Pascual Llorente  | José Alberto Martínez     |
| 2001 | Aitor González                | Javier Pascual Llorente  | Mikel Zarrabeitia         |
| 2002 | Víctor Hugo Peña              | Jan Hruška               | Oscar Camenzind           |
| 2003 | Javier Pascual Llorente       | Jan Hruška               | Haimar Zubeldia           |
| 2004 | Alejandro Valverde            | José Iván Gutiérrez      | Cadel Evans               |
| 2005 | Koldo Gil                     | Antonio Colom            | Damiano Cunego            |
| 2006 | José Iván Gutiérrez           | David Bernabeu           | Jan Hruška                |
| 2007 | Alejandro Valverde            | Ángel Vicioso            | Manuel Lloret             |
| 2008 | Alejandro Valverde            | Stefano Garzelli         | Alberto Contador          |
| 2009 | Dienis Mieńszow               | Rubén Plaza              | Pieter Weening            |
| 2010 | František Raboň               | Dienis Mieńszow          | Bradley Wiggins           |
| 2011 | Jérôme Coppel                 | Dienis Mieńszow          | Wout Poels                |
| 2012 | Nairo Quintana                | Jonathan Tiernan-Locke   | Wout Poels                |
| 2013 | Daniel Navarro                | Bauke Mollema            | Alejandro Valverde        |
| 2014 | Alejandro Valverde            | Tiago Machado            | Davide Rebellin           |
| 2015 | Rein Taaramäe                 | Bauke Mollema            | Zdeněk Štybar             |
| 2016 | Philippe Gilbert              | Alejandro Valverde       | Ilnur Zakarin             |
| 2017 | Alejandro Valverde            | Jhonatan Restrepo        | Patrick Konrad            |
| 2018 | Luis León Sánchez             | Alejandro Valverde       | Philippe Gilbert          |
| 2019 | Luis León Sánchez             | Alejandro Valverde       | Pello Bilbao              |
| 2020 | Xandro Meurisse               | Josef Černý              | Lennard Kämna             |
| 2021 | Antonio Jesús Soto            | Ángel Madrazo            | Gonzalo Serrano           |
| 2022 | Alessandro Covi               | Matteo Trentin           | Matis Louvel              |
| 2023 | Ben Turner                    | Simon Clarke             | Jordi Meeus               |
| 2024 | Ben O’Connor                  | Jan Tratnik              | Tim Wellens               |
| 2025 | Fabio Christen                | Aurélien Paret-Peintre   | Christian Scaroni         |